# فهرست متون گنوسی
شماری از متون مذهبی در گنوسیسم مورد استفاده می گرفت که در چند بخش یا به صورت جامع در قالب دست نوشته هایی باستانی نگهداری شده اند. بخشی از این متون نیز از بین رفته اند، اما در نوشته های پدران کلیسا با رویکردی انتقادی به آنها اشاره شده است.

## متون گنوسی

### متون عرفانی نگهداری شده قبل از سال 1945
قبل از کشف کتابخانه نجع حمادی، فقط متون زیر در دسترس شاگردان گنوسیسم بود. بازسازی‌هایی از یادداشت های بدعت‌شناسان انجام شد، اما این یادداشت ها به ناچار تحت تاثیر انگیزه‌های پشت سر منابع بودند.
- آثار حفاظت شده توسط کلیسا:
  - اعمال توماس (به ویژه سرود مروارید یا سرود قبای جلال )
  - اعمال یوحنا (به ویژه سرود عیسی)
- دفترنامه بروس (خریداری شده توسط جیمز بروس در سال 1769):
  - کتب Jeu ، به عنوان Gnosis of the Invisible God نیز شناخته می‌شود
  - متن بدون عنوان
- دفترنامه Askew ( موزه بریتانیا ، خریداری شده در سال 1784):
  - پیستیس سوفیا: کتب منجی
- دفترنامه برلین یا دفترنامه اخمیم (که در اخمیم مصر کشف شد و در سال 1896 توسط کارل راینهارت خریداری شد):
  - اسفار مشکوک یوحنا
  - خلاصه ای از اعمال پطرس
  - حکمت عیسی مسیح
- منشا نامشخص:
  - انجیل مخفی مرقس
  - هرمتیکا

### فهرست کامل دفترنامه های کشف شده در نجع حمادی

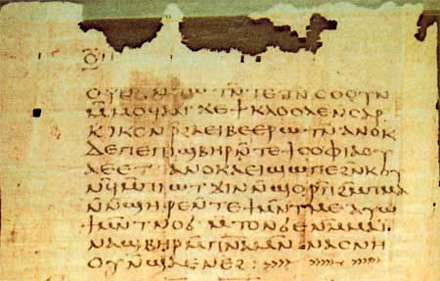
آخرالزمان پطرس

- دفترنامه اول (همچنین به عنوان دفترنامه یونگ نیز شناخته می شود):
  - دعای پولس رسول
  - اسفار مشکوک یعقوب (همچنین به عنوان کتاب مخفی یعقوب نیز شناخته می شود)
  - انجیل حقیقت
  - رساله معاد
  - رساله سه بخشی
- دفترنامه دوم :
  - اسفار مشکوک یوحنا
  - انجیل توماس
  - انجیل فیلیپ
  - اقنوم ارخون ها
  - درباره منشاء جهان
  - تفسیر روح
  - کتاب توماس مدعی
- دفترنامه سوم:
  - اسفار مشکوک یوجنا
  - انجیل مصریان
  - اوگنوستوس مبارک
  - صوفیای عیسی مسیح
  - گفتگوی منجی
- دفترنامه چهارم:
  - اسفار مشکوک یوحنا
  - انجیل مصریان
- دفترنامه پنجم:
  - اوگنوستوس مبارک
  - آخرالزمان پولس
  - آخرالزمان اول یعقوب
  - آخرالزمان دوم یعقوب
  - آخرالزمان آدم
- دفترنامه ششم:
  - اعمال پطرس و دوازده رسول (شامل سرود مروارید)
  - رعد، ذهن کامل
  - آموزش معتبر
  - مفهوم قدرت شگرف ما
  - جمهوری اثر افلاطون - نسخه اصلی گنوسی نیست، اما نسخه کتابخانه نجع حمادی به شدت تحت تاثیر مفاهیم گنوسی آن دوران تغییر یافته است.
  - گفتار هشتم و نهم - رساله ای هرمتیک
  - دعای شکرگزاری (با یک یادداشت دست نویس) - یک دعای هرمتیک
  - اسقلبیوس 21-29 - دیگر رساله هرمتیک
- دفترنامه هفتم:
  - نقل قول سام
  - رساله دوم شیث بزرگ
  - آخرالزمان گنوسی پطرس
  - آموزه های سیلوانوس
  - سه ایستاسنگ شیث
- دفترنامه هشتم:
  - زستریانوس
  - نامه پطرس به فیلیپ
- دفترنامه نهم:
  - ملکی صادق
  - اندیشه نوریا
  - شهادت حقیقت
- دفترنامه دهم:
  - مارسانس
- دفترنامه یازدهم:
  - تفسیر دانش
  - شرح والنتینی ، درباره مسح، در مورد تعمید (A و B) و در مورد عشای ربانی (A و B)
  - آلوگنس
  - هیپسیفرون
- دفترنامه دوازدهم:
  - جملات سکستوس
  - انجیل حقیقت
  - قطعات
- دفترنامه سیزدهم:
  - Trimorphic Protennoia (سه وجه عقل اول)
  - درباره منشاء جهان
  - قطعات

دفترنامه سیزدهم در اصل  یک دفترنامه نیست، بلکه متن Trimorphic Protennoia است که روی "هشت برگ جدا شده از یک کتاب سیزدهم در اواخر دوران باستان نوشته شده و داخل جلد ششم قرار گرفته است." (رابینسون، NHLE، ص. 10) تنها چند خط ابتدایی منشاء جهان در پایین برگ هشتم قابل تشخیص است.

### متون مندایی
- گنزا ربا ( گنجینه بزرگ ، همچنین به عنوان کتاب آدم شناخته می شود)
- قلستا:
  - سیدرا د-نیشماتا ( کتاب ارواح ) (بخش اول قلستا)
  - کتاب انیانی
- کتاب مندائی یوحنا که به عنوان کتاب پادشاهان نیز شناخته می شود
- دیوان اباثور
- حران گوایتا (طومار مکاشفه بزرگ)
- تعمید هیبل زیوا
- هزار و دوازده پرسش
- عروسی شیشلم بزرگ
- تاج گذاری شیشلام بزرگ (تشریح آیینی برای انتصاب روحانیون مندایی)
- اسفر ملواشی (کتاب زودیاک)
- دیوان ملکوتا لیتا (طومار پادشاهی متعالی)

### سایر
- سرود عیسی
- اعمال پطرس
- آخرالزمان قبطی پطرس
- گفتگوی منجی
- قصیده های سلیمان
- انجیل یهودا
- انجیل منجی

### نقل یا اشاره شده
این متون در نوشته های پدران کلیسا اشاره یا به صورت جزئی نقل شده اند.
- انجیل بازیلید که توسط اوریگن ، جروم ، آمبروز ، فیلیپ ساید و بید ذکر شده است.
- تفسیر بازیلید
- درباره پرهیزگاری اثر اپیفانوس (گنوسی)
- قطعاتی از تفسیر هرقلیون بر انجیل یوحنا که در تفسیر اوریجن بر انجیل یوحنا نیز ذکر شده است.
- قطعه Naassene
- نمودارهای افیت ذکر شده در کلسوس و اوریجن
- شرح بطلمیوس گنوسی بر مقدمه انجیل یوحنا، که در ایرنئوس ذکر شده است.
- نامه بطلمیوس به فلور که در اپیفانیوس ذکر شده است.
- Theodotus: Excerpta Ex Theodoto که در کلمنت اسکندریه ذکر شده است.

## نسخه های خطی
- دفترنامه Askew شامل Pistis Sophia و برخی متون ناشناخته دیگر
- دفترنامه برلین، قرن پنجم، شامل یک انجیل مریم به صورت جزء جزء در نوزده صفحه، که صفحات 1-6 و 11-14 به طور کامل از دست رفته است، اسفار مشکوک یوحنا ، صوفیای عیسی مسیح ، و خلاصه ای از اعمال پطرس.
- دفترنامه بروس شامل اولین و دومین کتب Jeu و سه قطعه است - یک متن بدون عنوان، یک سرود بدون عنوان، و متن "درباره گذر روح از طریق ارخون های میانی".
- دفترنامه Tchacos ، قرن چهارم، شامل انجیل یهودا ، آخرالزمان اول یعقوب ، نامه پطرس به فیلیپ و بخشی از آلوگنس.
- کتابخانه نجع حمادی
- سه پاپیروس اوکسیرینخوس که حاوی بخش هایی از انجیل توماس هستند:
  - اوکسیرینخوس 1: نیمی از برگ پاپیروس است که حاوی قطعاتی از logion 26 تا 33 است.
  - اوکسیرینخوس 654: شامل قطعاتی از آغاز از طریق logion 7، logion 24 و logion 36 در طرف مقابل یک پاپیروس حاوی داده های نقشه برداری است.
  - اوکسیرینخوس 655: شامل قطعاتی از logion 36 تا logion 39 است و در واقع 8 قطعه به نام a تا h است که f و h از بین رفته اند.